# Chùa Pháp Lâm
Chùa Pháp Lâm là một ngôi chùa thuộc hệ phái Bắc tông, tọa lạc tại số 500 đường Ông Ích Khiêm, thành phố Đà Nẵng.

## Lịch sử
Chùa Pháp Lâm Được Chi hội An Nam Phật học Đà Nẵng vận động xây dựng thành ngôi chùa hội quán vào năm 1934. Kiến trúc sư Đặng Cao Đệ vẽ kiểu kiến trúc Á Đông. Chùa Tỉnh hội Phật giáo Đà Nẵng mang tên Phúc Lâm từ năm 1970.
Chùa đang được đại trùng tu từ tháng 01 – 2005.
Chùa hiện đặt văn phòng Ban Trị sự Phật giáo thành phố Đà Nẵng. Chùa là nơi đón tiếp hàng vạn du khách, tăng ni, Phật tử đến tham quan, chiêm bái, sinh hoạt hàng năm.

## Đặc điểm
Chánh điện của chùa được bài trí trang nghiêm. Tượng đức Phật Thích Ca ngồi kiết già cao 1,10m và 2 tượng Bồ tát Quan Thế Âm, Đại Thế Chí được đúc bằng đồng.